# Arnold Henry Guyot
Arnold Henry Guyot [ejtsd: gijó] (Boudevilliers, Neuchâtel kanton, 1807. szeptember 28. – Princeton, New Jersey, 1884. január 30.) svájci–amerikai természettudós.

## Élete
Berlinben tanult, azután Párizsba ment. 1839-ben tanár lett szülővárosa akadémiáján és ottani tanártársaival, Louis Agassizzal és Édouard Desorral együtt Système glaciaire (Párizs, 1848) című művét adta ki. 1848-ban Észak-Amerikába ment, Bostonban előadásokat tartott, amelyeket Earth and man (új kiadás 1875, németül: Lipcse, 1873) címmel adott ki. Kutatásokat tett az Alleghany-hegységben geológiai szempontból és erre vonatkozólag két értekezést bocsátott közre (1861 és 1880).

## Egyéb művei
- Meteorological and physical Fables (Washington, 1858)
- Physical geography (London, 1873)
- Creation, or biblical cosmogony in light of modern science (New York, 1884)